# 秋山晴夫
秋山 晴夫（あきやま はるお、1909年2月1日 - 1980年11月23日）は、日本のフランス文学者であり、中央大学名誉教授である。

## 経歴
長野県北佐久郡岩村田町（現在の長野県佐久市）に生まれた。旧制野沢中学校（現在の長野県野沢北高等学校）を経て、1933年に東京帝国大学仏文科を卒業した。卒業後は司法省調査課に勤務した。1941年には軍の命令により広州湾フランス租借地に出張した。1943年には一兵卒として北支に出兵した。戦後の1949年に中央大学教授に就任し、1980年に定年退任、名誉教授となった。

## 研究・業績
ボードレール、ランボーをはじめとするフランス文学の翻訳を多数手がけた。

## 著書
- 初歩フランス読本 改訂版. 編.第三書房、1958.3
- 初級フランス文法　第三書房、1961.3
- 中級フランス文法 安井源治、島岡茂、川村克己、河村正夫共著.第三書房、1961.3

## 翻訳
- フロオベエル全集 第7-8巻　書簡　鈴木健郎共訳　改造社、1936
- 仏蘭西刑法典　司法省調査課,1939
- カルメン　プロスペル・メリメ 白水社、1950.6.　のち角川文庫
- パルムの僧院 スタンダール 1951.角川文庫
- 孤独な青年　ロジェ・ヴァイヤン 白水社、1952
- コロンバ　メリメ 1952.　角川文庫
- よい足よい眼　ロジェ・ヴァイヤン 白水社、1952
- 火の河　モーリャック 1953.　角川文庫
- 砲火　アンリ・バルビュス　三笠版現代世界文学全集. 1954.　のち角川文庫
- 悲しみの首飾り　マルセル・プレヴォー 三笠書房、1956.若草文庫ポケットサイズ
- カルディノーの息子　ジョルジュ・シムノン 早川書房、1957.世界探偵小説全集
- 魔性の眼　ボアロー&ナルスジャック 早川書房、1957.世界探偵小説全集
- パリの憂鬱　ボードレール　世界文学大系. 筑摩書房、1959
- マテオ・ファルコーネ 他五編　メリメ 1960.角川文庫
- ル・シッド　コルネイユ　世界文学大系 第14 (古典劇集).筑摩書房、1961
- 地獄の一季節　ランボー　世界文学大系 第43 筑摩書房,1962
- 地獄　アンリ・バルビュス 二見書房、1968.　のち角川文庫
- 女の一生　モーパッサン　世界文学全集. 集英社、1971

## 記念論集
- 秋山晴夫中央大学教授退職記念論文集 フランス文学研究　秋山晴夫中央大学教授退職記念論文集編集委員会、1980.2

## 参考
- 「魔性の眼」訳者紹介
- 『長野県人名鑑』信濃毎日新聞社、1974年